# Gniszewo
Gniszewo – wieś kociewska w Polsce położona w województwie pomorskim, w powiecie tczewskim, w gminie Tczew przy drodze krajowej nr 22. Wieś jest siedzibą sołectwa Gniszewo, w którego skład wchodzi również Waćmierek.
We wsi znajduje się Ochotnicza Straż Pożarna wraz ze sporą remizą, kompleks byłego gimnazjum i salon motocyklowy.
W odrestaurowanym dworku szlacheckim, otoczonym parkiem z okazami roślin sprowadzonych z różnych części Europy, znajdowało się do niedawna gimnazjum. Obecnie znajduje się w nim oddział gminy Tczew..
Wieś od początku swej historii należy do parafii Subkowy.
Od 2007 roku działała już nieistniejąca drużyna piłkarska Bursztyn Gniszewo, grająca w B-klasie. Do sukcesów można zaliczyć zdobycie pucharu gminy Tczew w 2008. Prezesem i założycielem drużyny był Kazimierz Dubiel.
Od lata 2012 roku prowadzone były prace ziemne przy budowie kanalizacji wsi.
W 2015 roku ulica Dębowa została pokryta asfaltem, a w roku 2016 zamontowano nowe latarnie.
W latach 1975–1998 miejscowość administracyjnie należała do województwa gdańskiego.